# Antipape
 (septembre 2007).
Si vous disposez d'ouvrages ou d'articles de référence ou si vous connaissez des sites web de qualité traitant du thème abordé ici, merci de compléter l'article en donnant les références utiles à sa vérifiabilité et en les liant à la section « Notes et références ».

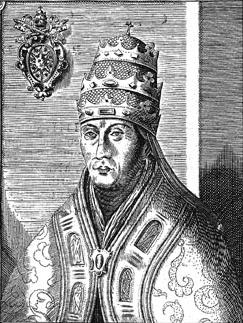
Portrait de l'antipape Alexandre V.

Un antipape est une personne qui a exercé la fonction et porté le titre de pape, mais dont l'avènement à cette charge n'est pas ou plus reconnu aujourd'hui comme régulier et valable par l'Église catholique.

## Papes et antipapes
Lors de certaines périodes turbulentes de l'histoire de l'Église, des élections irrégulières ont porté sur le trône pontifical des prétendants alors que l'église catholique romaine était déjà dirigée par un pape. D'autres antipapes ont été élus de façon irrégulière pendant une vacance du trône. Enfin, il est arrivé que les électeurs se divisent en factions rivales et élisent deux papes différents le même jour. Beaucoup de ces antipapes ont été simplement nommés par des souverains pour servir leur intérêt propre.
Si le statut de la plupart des antipapes est facile à déterminer, les chaos de l'histoire de l'Église ne permettent pas toujours d'établir avec certitude qui était régulièrement pape et qui était antipape. Certains cas ont été tranchés bien plus tard. D'autres font encore débat (lire à ce sujet l'introduction de l'article Liste détaillée des papes). La régularité d'une élection n'est pas toujours le seul facteur pris en compte pour décider : parfois la rivalité entre deux papes ennemis a perduré parce qu'il était impossible de dire lequel était légitime. Dans le cas de la rivalité entre Innocent II et Anaclet II, par exemple, l'histoire a tranché pour le premier après la mort naturelle du second. Dans le cas du grand schisme d'Occident, un concile a déposé les deux papes rivaux, en a élu un troisième, et c'est après coup qu'il a été décidé que seuls seraient considérés comme légitimes les papes de Rome et illégitimes ceux d'Avignon et de Pise, alors même que ce concile avait été initialement convoqué par le pape de Pise. Enfin, dans le cas de la rivalité entre Léon VIII et Benoît V, la liste de l’Annuario pontificio n'a pas tranché et les reconnaît légitimes tous les deux.
La reconnaissance a posteriori de certains papes et l'exclusion d'autres ont occasionné des anomalies dans la numérotation des noms des papes.
En principe, on ne retient comme antipapes que ceux qui ont connu une certaine audience et qui ont été soutenus par des souverains ou des États. Cela exclut en général des gens comme les deux Benoît XIV et tous les « antipapes » contemporains qui n'ont qu'une poignée de fidèles et qui, bien sûr, ne se revendiquent pas comme antipapes, mais comme seuls papes légitimes (voir Clément XV ou Grégoire XVII, parmi de nombreux autres).

## Antipapes de l'Antiquité
D'après la tradition catholique, le premier des antipapes, Hippolyte de Rome fut élu en opposition au pape Calixte Ier par un groupe divergent à Rome au IIIe siècle. Hippolyte termina toutefois sa vie en exil dans les mines de Sardaigne, à la suite des persécutions impériales, en compagnie du successeur officiel de Calixte Ier, Pontien, et se réconcilia avec ses pairs. Il est ainsi le seul antipape honoré par l’Église.
- antipape saint Hippolyte de Rome, pontificat de 217 à 235
- antipape Novatien, pontificat de 251 à 258 (?)
- antipape Félix II, pontificat de 355 à 365
- antipape Ursin, pontificat de 366 à 367
- antipape Eulalien, pontificat de 418 à 419

## Antipapes du Moyen Âge

### Haut Moyen Âge
- antipape Laurent, pontificat en 498 et de 501 à 505
- antipape Dioscore, pontificat en 530
- antipape Théodore II, pontificat en 687
- antipape Pascal Ier, pontificat de 687 à 692
- antipape Théophylacte, pontificat en 757
- antipape Constantin II, pontificat de 767 à 769
- antipape Philippe, pontificat de 767 à 768
- antipape Jean VIII, pontificat en 844
- antipape Anastase III le Bibliothécaire, pontificat en 855
- antipape Sergius, pontificat en 891 futur Serge III élu en 904
- antipape Christophore, pontificat de 903 à 904
- antipape Benoît V, pontificat de 964 à 966
- antipape Donus II, pontificat en 973 son existence est douteuse.
- antipape Boniface VII, pontificat en 974 et de 984 à 985 son second pontificat est parfois reconnu comme légitime[réf. souhaitée].
- antipape Jean XVI, pontificat de 996 à 998

### Moyen Âge central
- antipape Grégoire VI, pontificat en 1012
- le pape Grégoire VI (1045 — 1046), parfois considéré comme un antipape[1].
- le pape Clément II (1046 — 1047) est parfois considéré comme un antipape[réf. souhaitée].
- antipape Benoît X, pontificat de 1058 à 1059 autrefois considéré comme légitime.
- antipape Honorius II Cadalus, pontificat de 1061 à 1072
- antipape Clément III, pontificat en 1080 et de 1084 à 1100
- antipape Thierry (ou Théodoric), pontificat de 1100 à 1102
- antipape Albert, pontificat en 1102
- antipape Sylvestre IV Maginulfe, pontificat de 1105 à 1111
- antipape Grégoire VIII, pontificat de 1118 à 1121
- le pape éphémère Célestin II qui fut contraint d'abdiquer sitôt élu en 1124 : il est considéré comme un antipape.
- antipape Anaclet II, pontificat de 1130 à 1138
- antipape Victor IV, pontificat en 1138
- antipape Victor IV, pontificat de 1159 à 1164
- antipape Pascal III, pontificat de 1164 à 1168
- antipape Calixte III, pontificat de 1168 à 1178
- antipape Innocent III, pontificat de 1179 à 1180
- antipape Nicolas V, pontificat de 1328 à 1330

### Grand schisme d'Occident
En 1378, la papauté se divisa en deux lignées rivales : celle de Rome et celle d'Avignon. Celle de Rome se divisa en 1409 avec l'apparition des papes de Pise. Après bien des vicissitudes, le concile de Constance déposa les trois papes et élut en 1417 un pape unique : Martin V. Les papes de Rome sont aujourd'hui les seuls considérés comme légitimes. Si ceux d'Avignon ont tôt été déclarés antipapes, ceux de Pise ont longtemps fait débat.

#### Papes de Rome (légitimes selon la tradition catholique)
- Urbain VI, pontificat de 1378 à 1389[2]
- Boniface IX, pontificat de 1389 à 1404
- Innocent VII, pontificat de 1404 à 1406[3]
- Grégoire XII, pontificat de 1406 à 1415

#### Papes d'Avignon (antipapes selon la tradition catholique)
- antipape Clément VII, pontificat de 1378 à 1394
- antipape Benoît XIII, pontificat de 1394 à 1423[4],[5]
- antipape Clément VIII, pontificat de 1423 à 1429
- antipape Benoît XIV, pontificat de 1425 à 1430

#### Papes de Pise (antipapes selon la tradition catholique)
- antipape Alexandre V, pontificat de 1409 à 1410
- antipape Jean XXIII, pontificat de 1410 à 1415[6]

### Après le grand schisme d'Occident
- antipape Félix V, pontificat de 1439 à 1449

L'affaire du grand schisme d'Occident avait considérablement affaibli le prestige de la papauté. Dorénavant, l'opposition au pape s'exprima de moins en moins par la recherche d'un autre candidat pour le poste, et de plus en plus par la négation de la fonction de pape elle-même. Les obédiences issues de schismes ultérieurs se passèrent de pape : ce fut la fin des antipapes et le début de la Réforme protestante au tournant du XVIe siècle.

## Antipapes contemporains
Si l’Annuario pontificio ne recense plus d'antipape après 1449, les traditionalistes sédévacantistes considèrent la forme du rite romain qui a remplacé la forme tridentine après le concile Vatican II comme hérétique[réf. nécessaire]. Ils citent la bulle de Paul IV Cum ex Apostolatus du 15 février 1559 qui déclare nulle et non avenue la nomination d'un prélat coupable d'hérésie[réf. nécessaire]. Ils définissent donc Jean XXIII, Paul VI, Jean-Paul Ier, Jean-Paul II, Benoît XVI, François et Léon XIV comme antipapes[réf. nécessaire]. Le sédévacantisme est une doctrine qui affirme la vacance du pouvoir pontifical. Certains groupes s'en réclamant ont cependant nommé leur propre pape, comme les papes de l'Église catholique palmarienne ou le pape autoproclamé Clément XV[réf. nécessaire].

## Antipapes de fiction
Les antipapes imaginaires sont la dernière réminiscence du Grand Schisme d'Occident et désignent la lignée d'antipapes qui auraient succédé à Benoît XIV. Le point de départ de cette lignée correspond à la mort de Jean Carrier, successeur de Benoit XIV (mais non reconnu par l'Église).